# Cuphophyllus pratensis
Cuphophyllus pratensis (Jacob Christian Schäffer, 1774 ex [[Marcel Bon, 1985) sin. Hygrophorus pratensis (Jacob Christian Schäffer, 1774 ex  Elias Magnus Fries, 1836), Hygrocybe pratensis (Jacob Christian Schäffer, 1774 ex William Murrill, 1914), din încrengătura Basidiomycota, în familia Hygrophoraceae și de genul Hygrophorus, denumită în popor ciuciuleni de iarbă, este o specie saprofită destul de răspândită, în multe regiuni comună, de ciuperci comestibile. În România, Basarabia și Bucovina de Nord trăiește prin pajiști, pășuni, în zone ierboase, la margini de pădure, crescând mereu în grupuri mai mari sau mai mici. Apare de la câmpie la munte din august până în noiembrie, mai ales la altitudini mai mari.

## Taxonomie

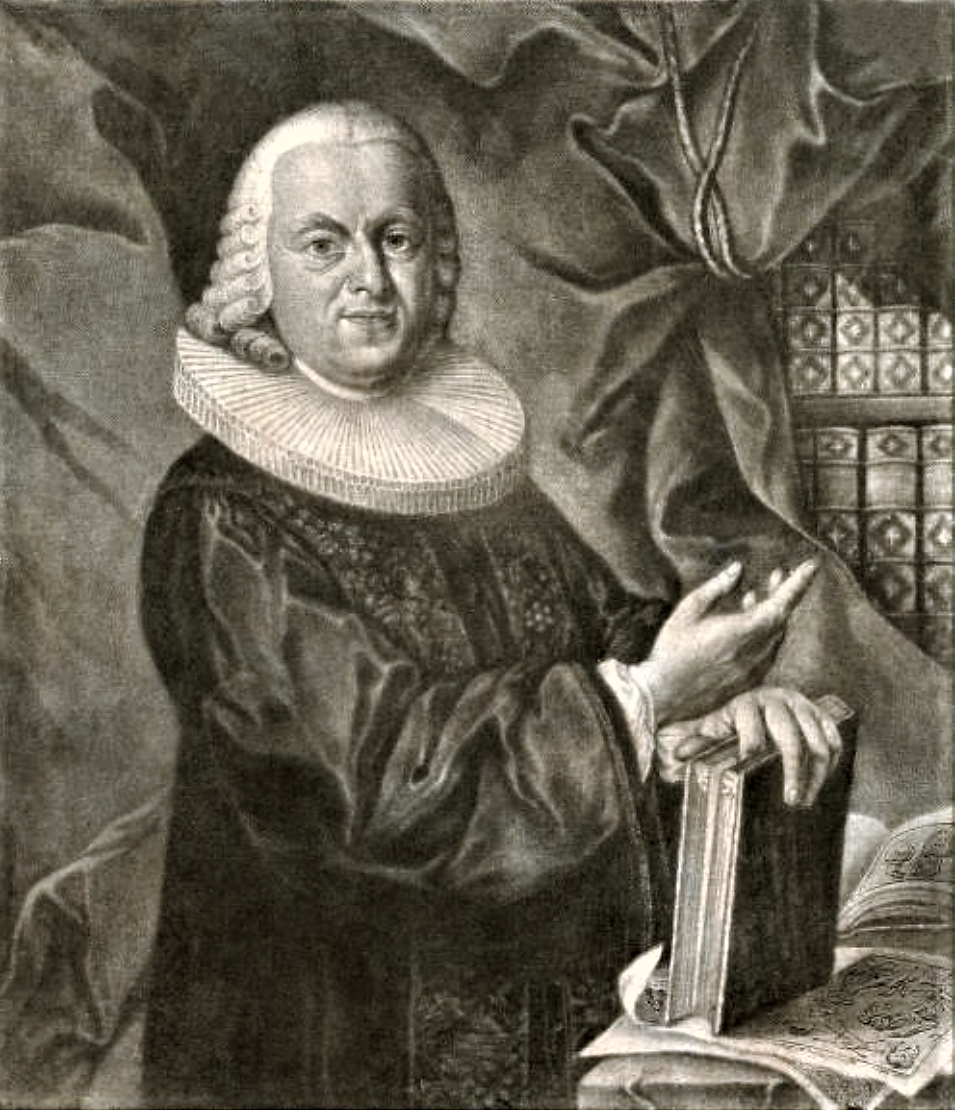
Jacob Chr. Schäffer

Numele binomial Agaricus pratensis a fost determinat de savantul german Jacob Christian Schäffer în volumul 4 al tetralogiei sale Fungorum qui in Bavaria et Palatinatu circa Ratisbonam nascuntur icones, nativis coloribus expressae din 1774.
Modificarea hotărâtă de renumitul micolog Elias Magnus Fries în cartea sa Anteckningar öfver de i Sverige växande ätliga Svampardin 1836, anume mutarea speciei la genul Hygrophorus sub păstrarea epitetului, a fost acceptată până în anul 1914. Atunci, micologul american William Murrill a dovedit că specia aparține mai curând genului Hygrocybe, schimbând genul. Această denumire a fost preluată de toți micologii și este aplicată în multe cărți micologice până în prezent. 
În sfârșit, în anul 1985, cunoscutul micolog francez Marcel Bon a creat genul nou Cuphophyllus, alăturând specia acestui gen, de verificat în volumul 14 al jurnalului micologic Documents Mycologiques.
Transferarea a fost neacceptată pe scară largă până în 2011, când cercetări moleculare bazate pe analiza cladistică a secvențelor ADN, au indicat faptul că Cuphophyllus pratensis este monofiletic și formează un grup natural distinct de Hygrocybe în sens strict.
După ce comitetele de nomenclatură Index Fungorum  și MycoBank au confirmat apartenența speciei la genul Cuphophyllus, redenumirea este obligatorie, fiind astfel numele curent valabil (2023). Toate celelalte încercări de redenumire precum variațiile descrise sunt acceptate drept sinonime, dar nu sunt folosite.
Epitetul specific se trage din cuvântul latin (latină pratensis=crescând pe pajiști), datorită locului preferat de aparență.

## Descriere

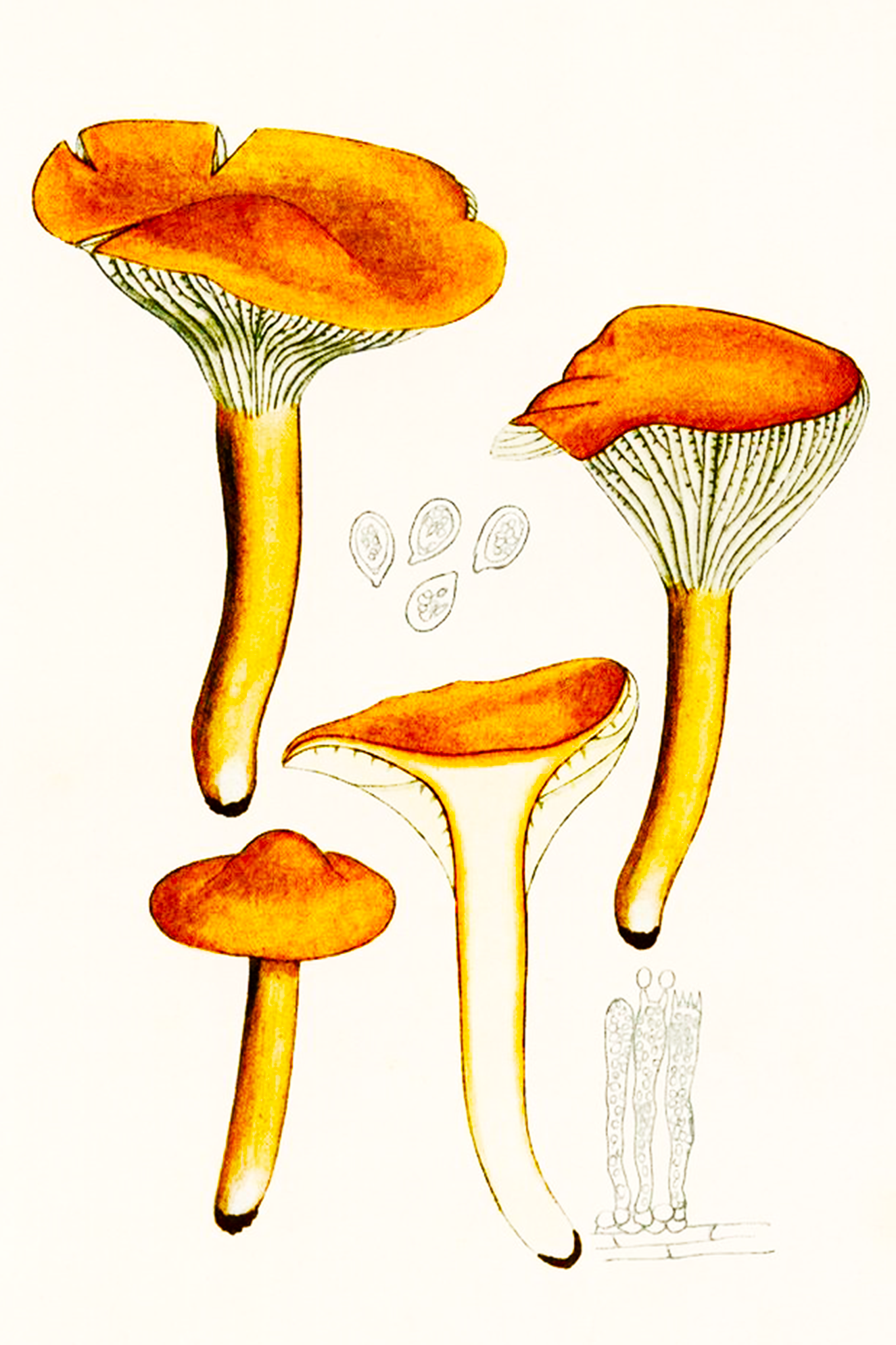
Bres.: Hygrophorus pratensis

- Pălăria: slab higrofană cu un diametru de 3-7,5 (9) cm și de până la 8 mm grosime este destul de moale, inițial emisferică până convexă cu marginea involută, ulterior aplanată, adesea și turtit cocoșată, în sfârșit deprimată, fără cocoașă, cu marginea răsucită în sus. Cuticula uscată este mată (doar la o umezeală puternică lucioasă), netedă, golașă, nestriată și nu translucidă. Coloritul variază între galben-portocaliu, portocaliu de caise, roșu de somon și brun-portocaliu, iar portocaliu pal când este umed, fiind spre margine puțin mai palid. Nu se schimbă după apăsare sau leziune.
- Lamelele: moi, foarte îndepărtate, groase, inegale și ceva bulboase, uneori interconectate (anastomoze), sunt scurt-decurente spre profund decurente la picior. Coloritul poate fi galben-portocaliu, crem-maroniu, roșu de somon până la maro-portocaliu pal, nu rar ca cel al cuticulei.
- Piciorul: destul de robust de 3 la 7 (8) cm lungime și  0,5-1,6 cm grosime este uscat, neted și încarnat slab fibrilos alb, cilindric, ușor bulbos, mai rar și îndoit. Coloritul tinde între izabel și portocaliu de caise, decolorându-se în vârstă. Nu prezintă un inel și nu se colorează prin rupere.
- Carnea: are un context ferm până la destul de fragil, de colorit portocaliu pal până la galben-roșiatic, în centru adesea albicios. Mirosul nu este remarcabil, dar plăcut și gustul blând.[4][5]
- Caracteristici microscopice: are spori hialini (translucizi), neamilozi (nu se decolorează cu reactivi de iod), netezi, groși, elipsoidali până sub-ovoidali cu un apendice hilar destul de mic, fără por germinal, având o mărime de 5,5-8 (9,5) x 4-6 microni. Pulberea lor este albă până crem-albicioasă. Basidiile îngust până la foarte îngust clavate cu 4 sterigme fiecare (în mod excepțional câteva doar cu 2 spori, chiar și cu doar 1 spor), măsoară 38-64 (75) x 6-8,5 microni.  Pileipellis este o cutis, de 30-50 µm grosime, alcătuită din hife întinse,  subțiri, de 1,5-4 µm lățime, uneori cu câteva smocuri de hife erecte, proeminente până la 40 µm. Himenoforul tramei este neregulat/iregular, format din elemente destul de scurte, cilindrice și la umflate cu o dimensiune de 35-130 x (3) 4,5-14 (20)  microni. Cistidele (celule de obicei izbitoare și sterile care pot apărea între basidii și himen, stratul fructifer) lipsesc. Stipitipellis este slab diferențiată, alcătuită din câteva hife întinse, de 1,5-4,5 µm lățime. Conexiuni cu cleme sunt frecvente.[12] [13]
- Reacții chimice: cuticula nu reacționează cu hidroxid de potasiu.[14]
- Anexă: Această specie de ciupercă poate apărea foarte rar complet albă, fiind atunci o formă de albinism, având însă aceleași caracteristici.

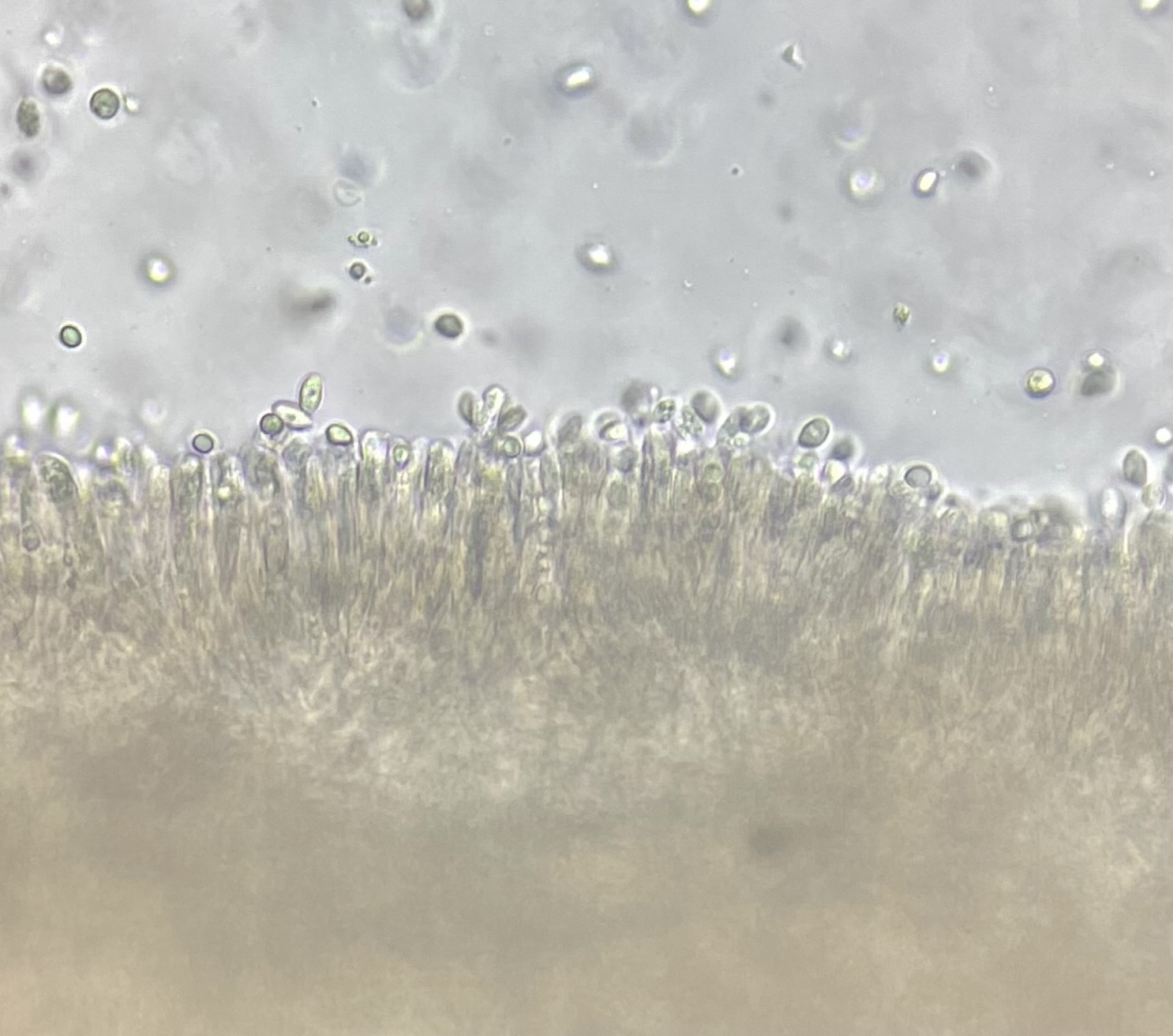
C. pratensis, spori și basidii
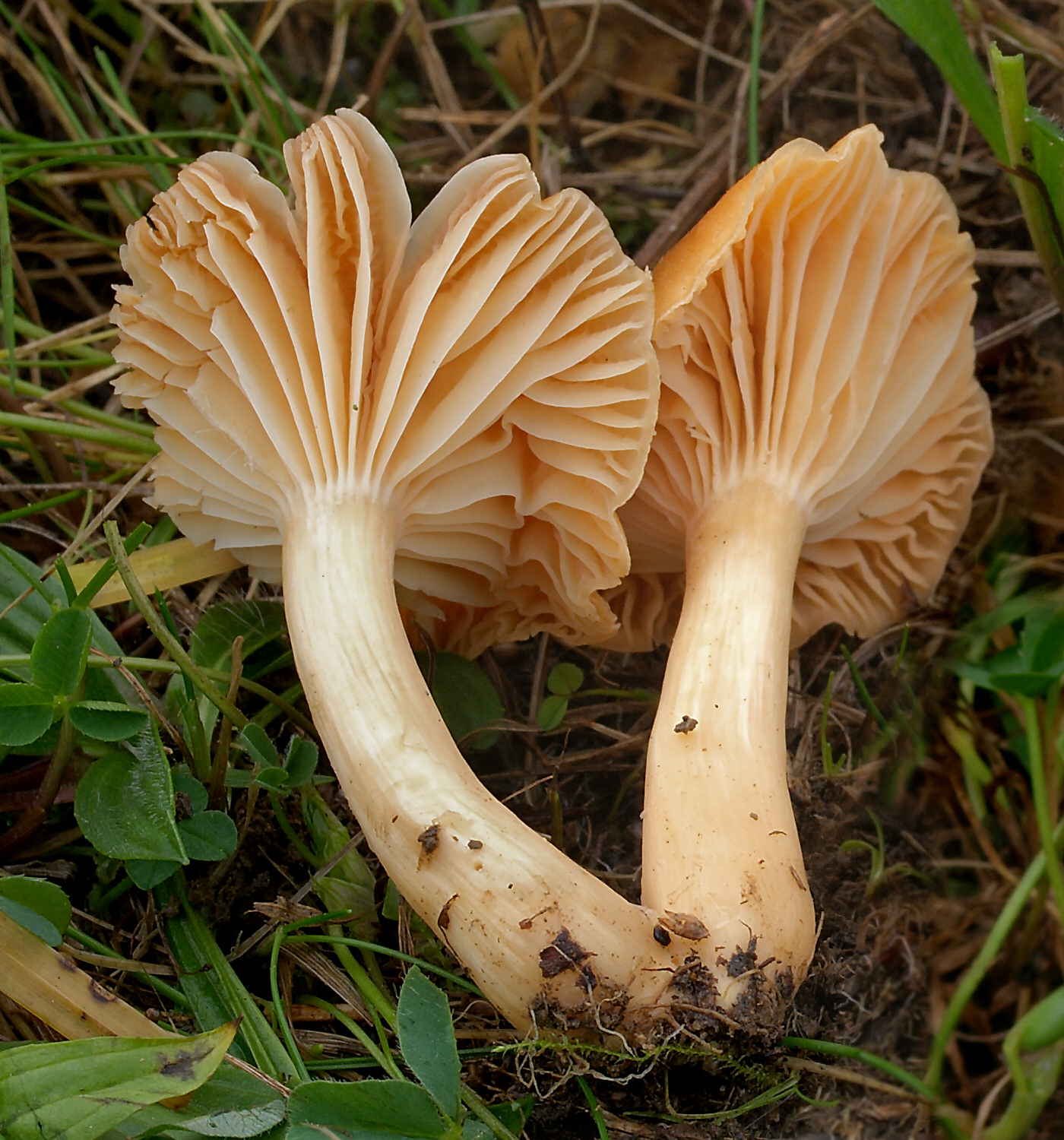
C. pratensis, lamele și picior
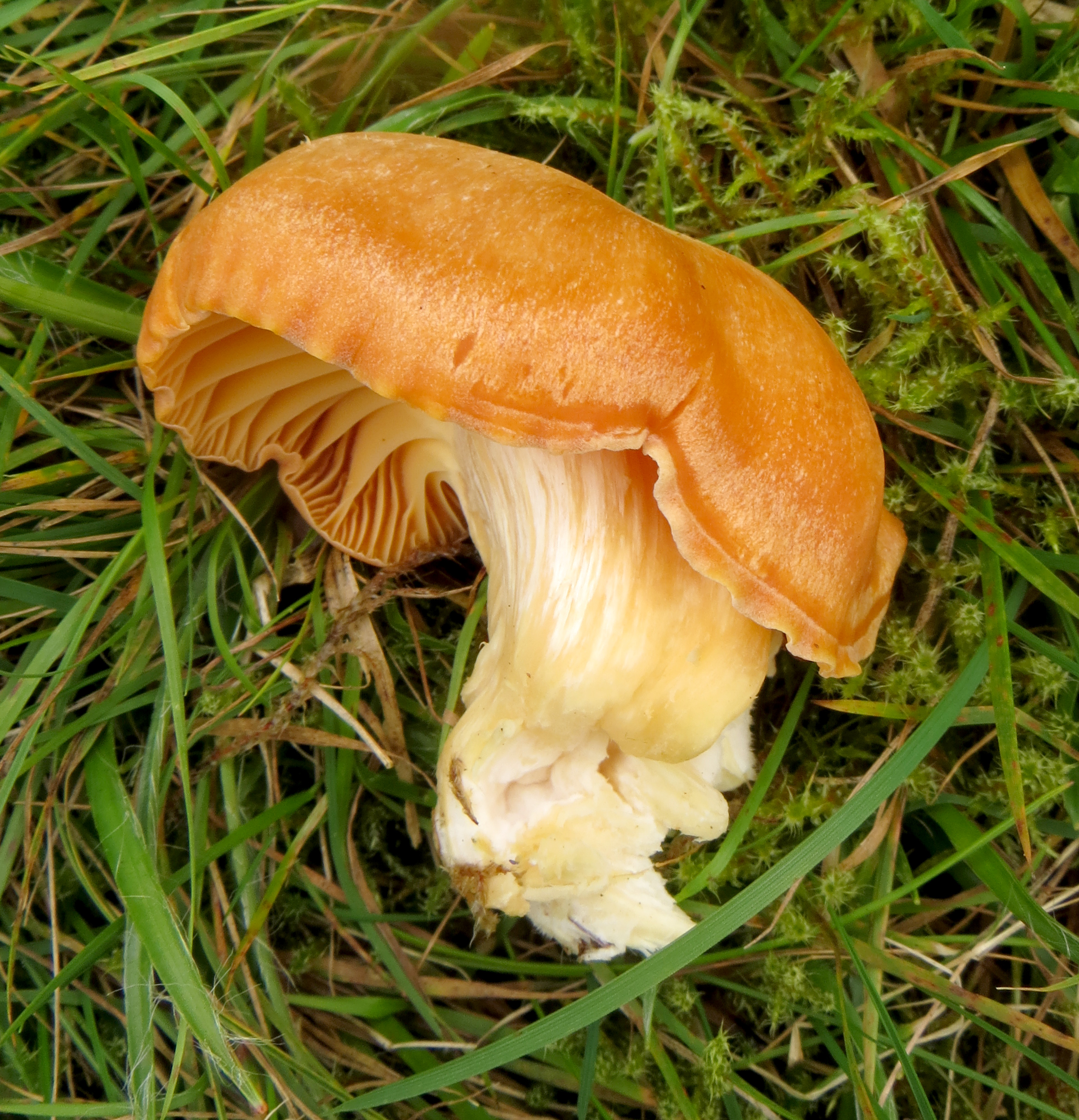
C. pratensis, aspect lateral
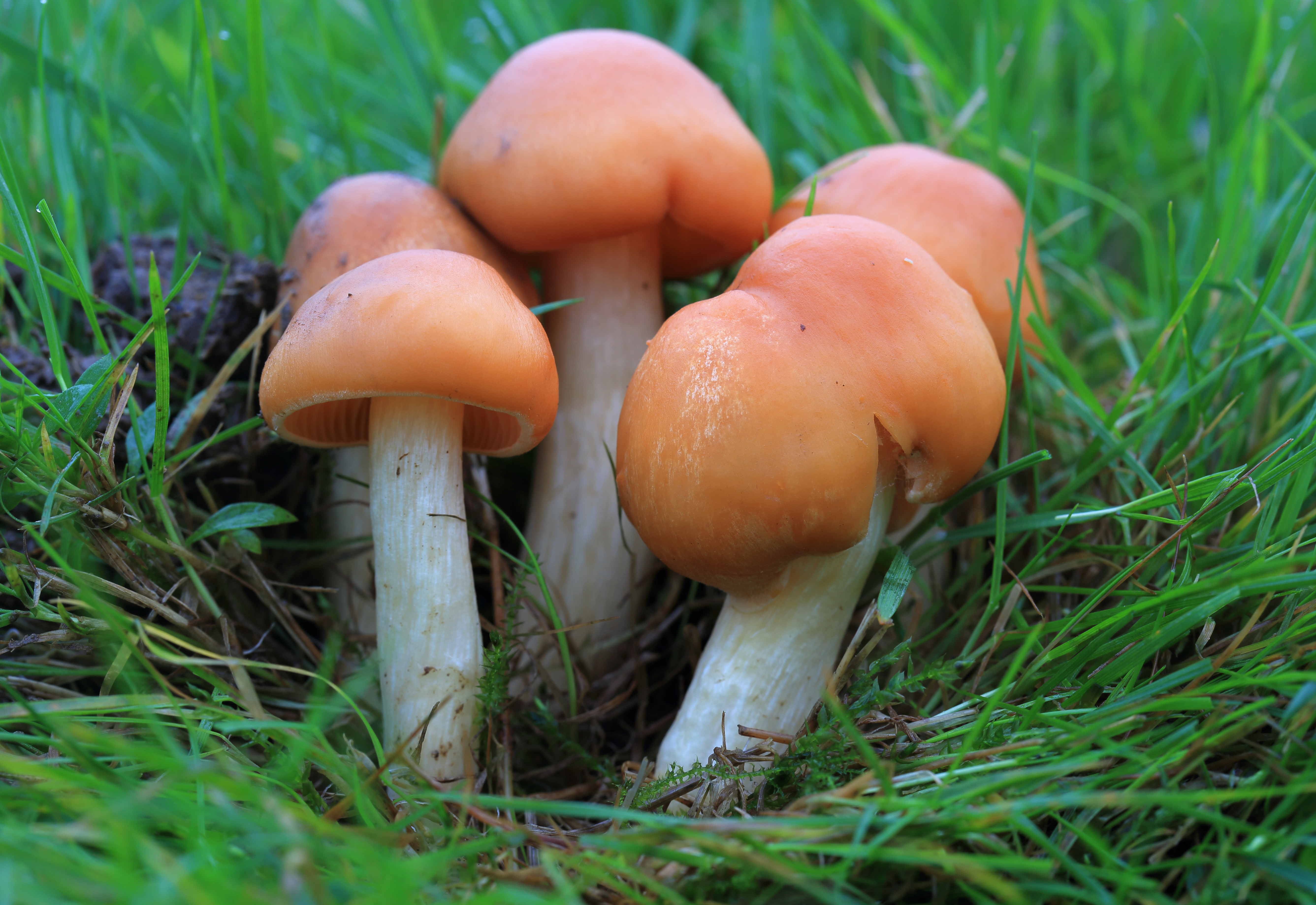
C. pratensis mai tineri
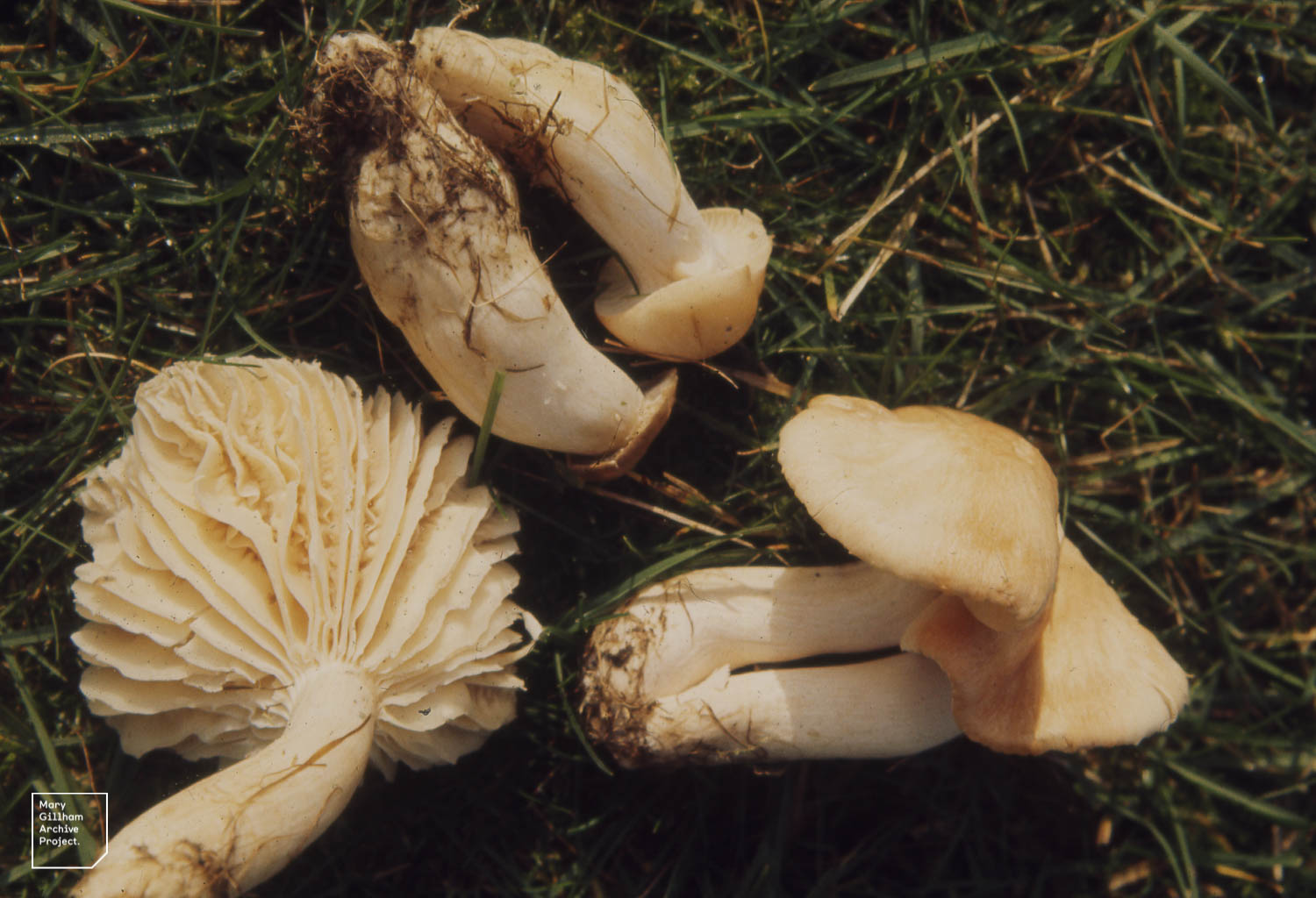
C. pratensis tineri și bătrâni
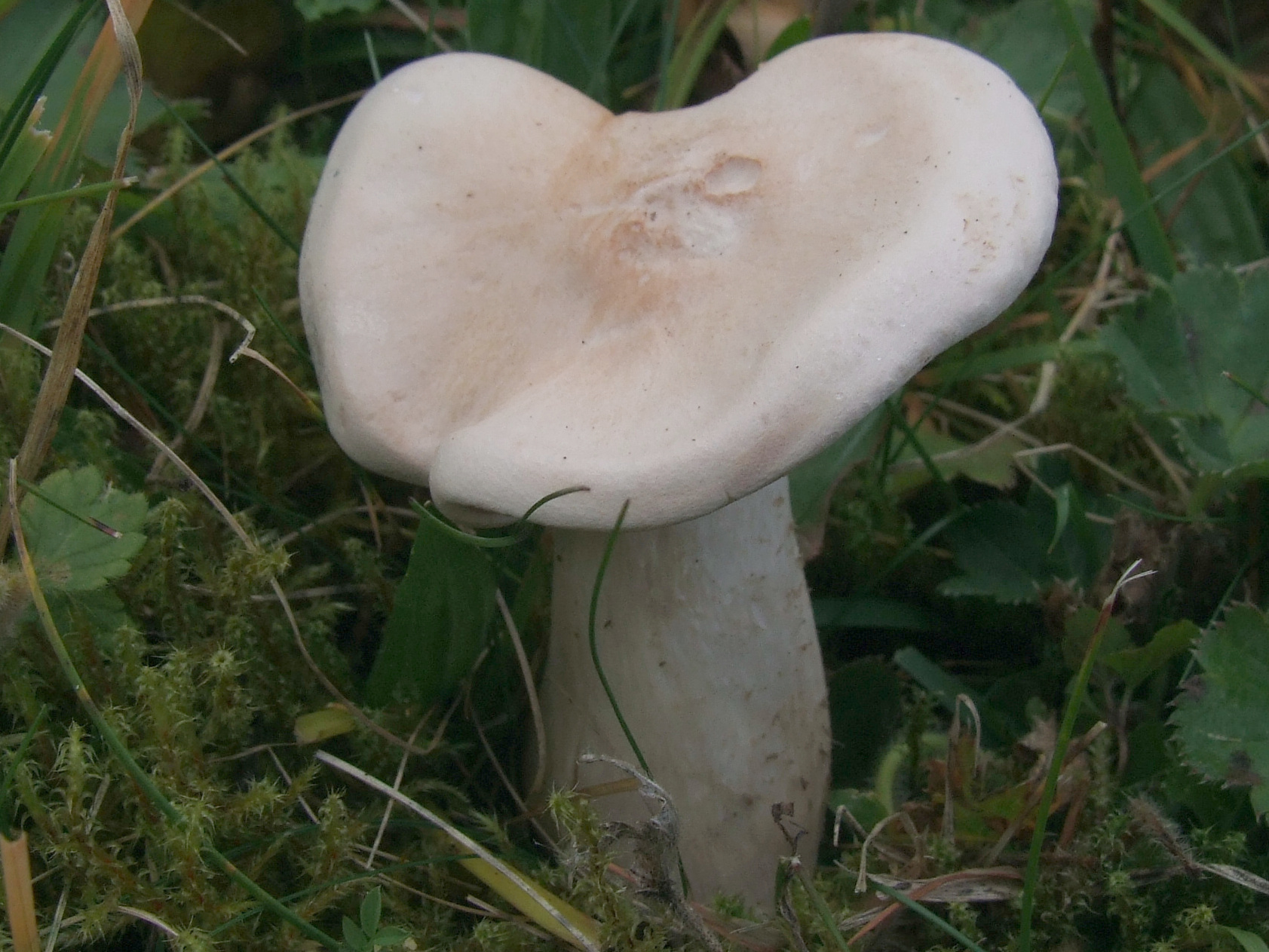
C. pratensis, variație albicioasă

## Confuzii
Specia poate fi confundată de exemplu cu Cuphophyllus colemannianus sin. Hygrocybe colemanniana (comestibil), ca formă albă cu Cuphophyllus virgineus sin. Hygrocybe virginea (comestibil), Hygrocybe chlorophana (comestibilă), Hygrophorus arbustivus (comestibil), Hygrophorus lucorum (comestibil), Hygrophorus nemoreus (comestibil), Hygrophorus pudorinus (comestibil), Hygrophorus speciosus (comestibil) sau chiar și cu Cantharellus friesii (comestibil).

## Specii asemănătoare în imagini

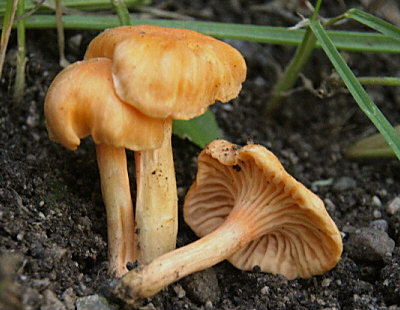
Cantharellus friesii
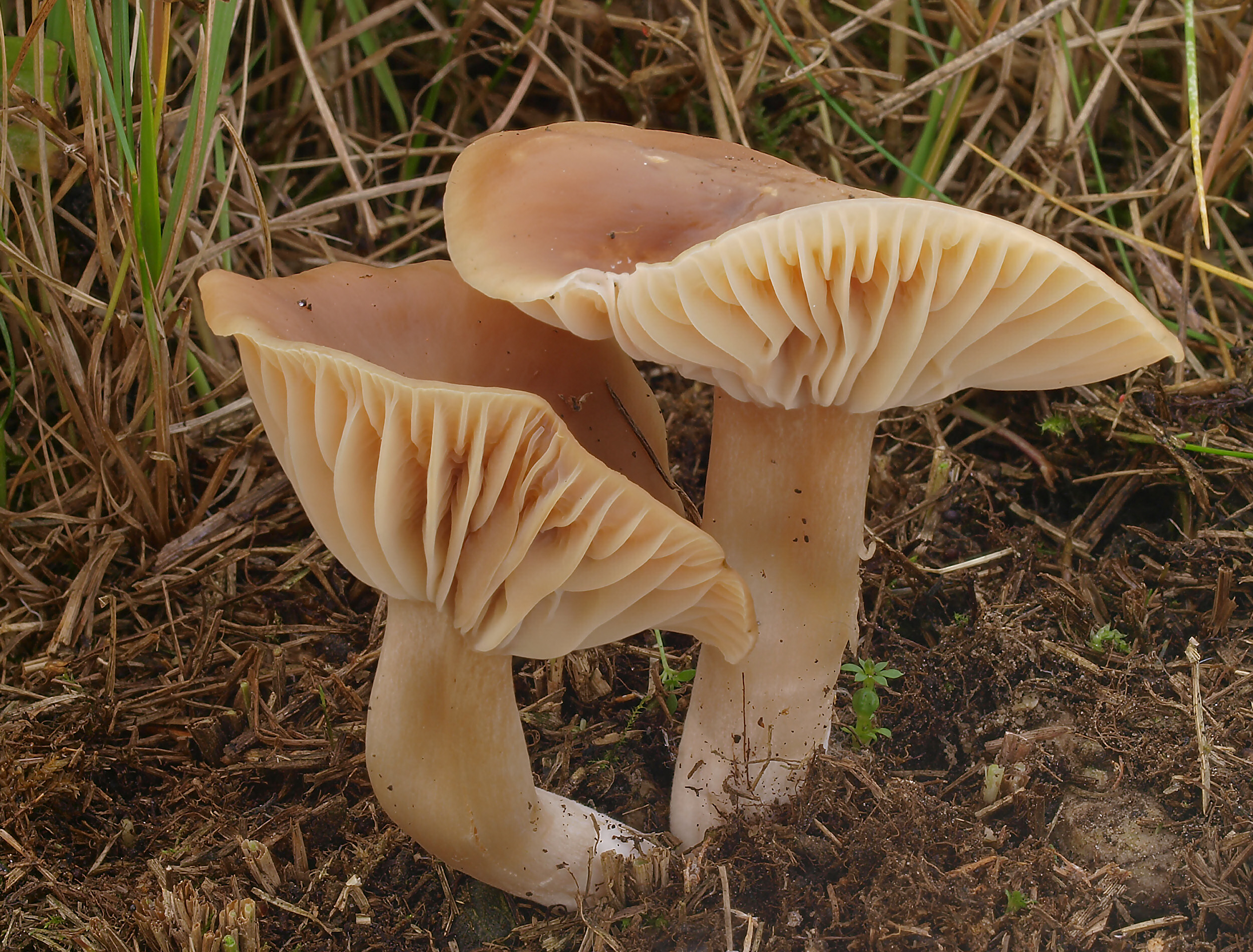
Cuphophyllus colemannianus
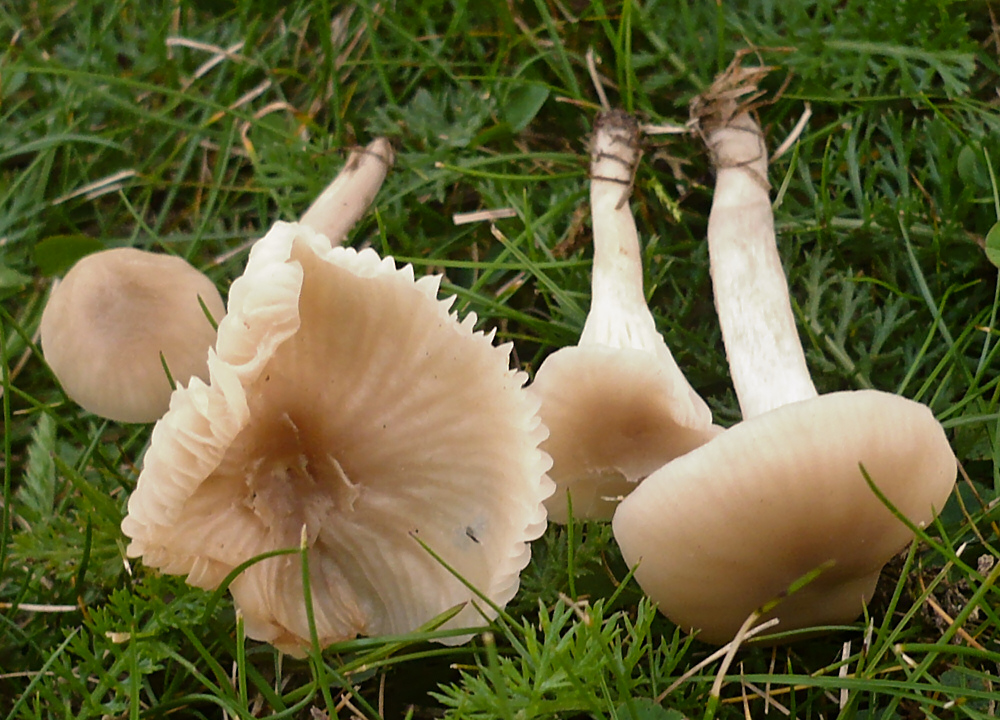
Cuphophyllus virgineus
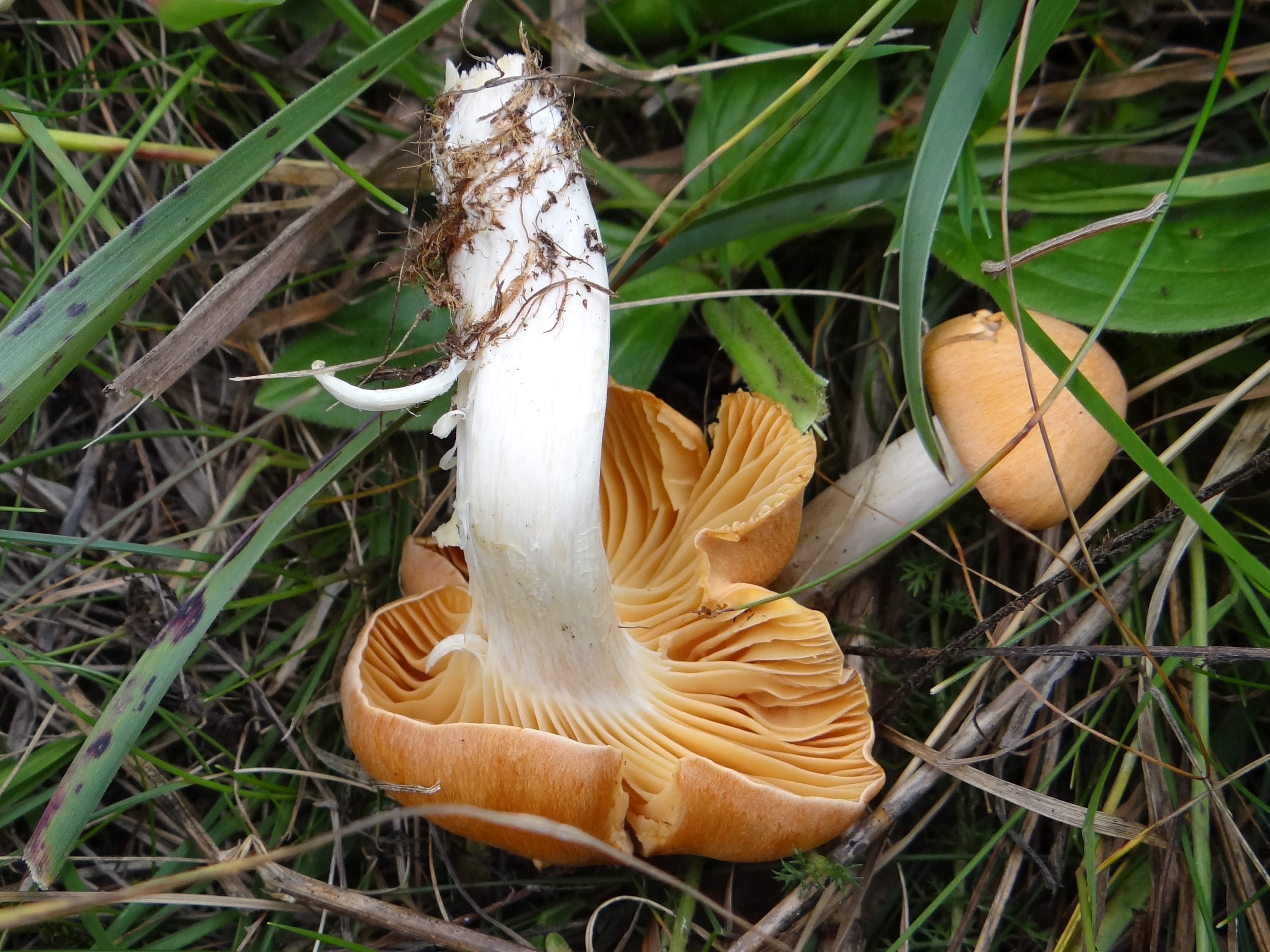
Hygrophorus nemoreus
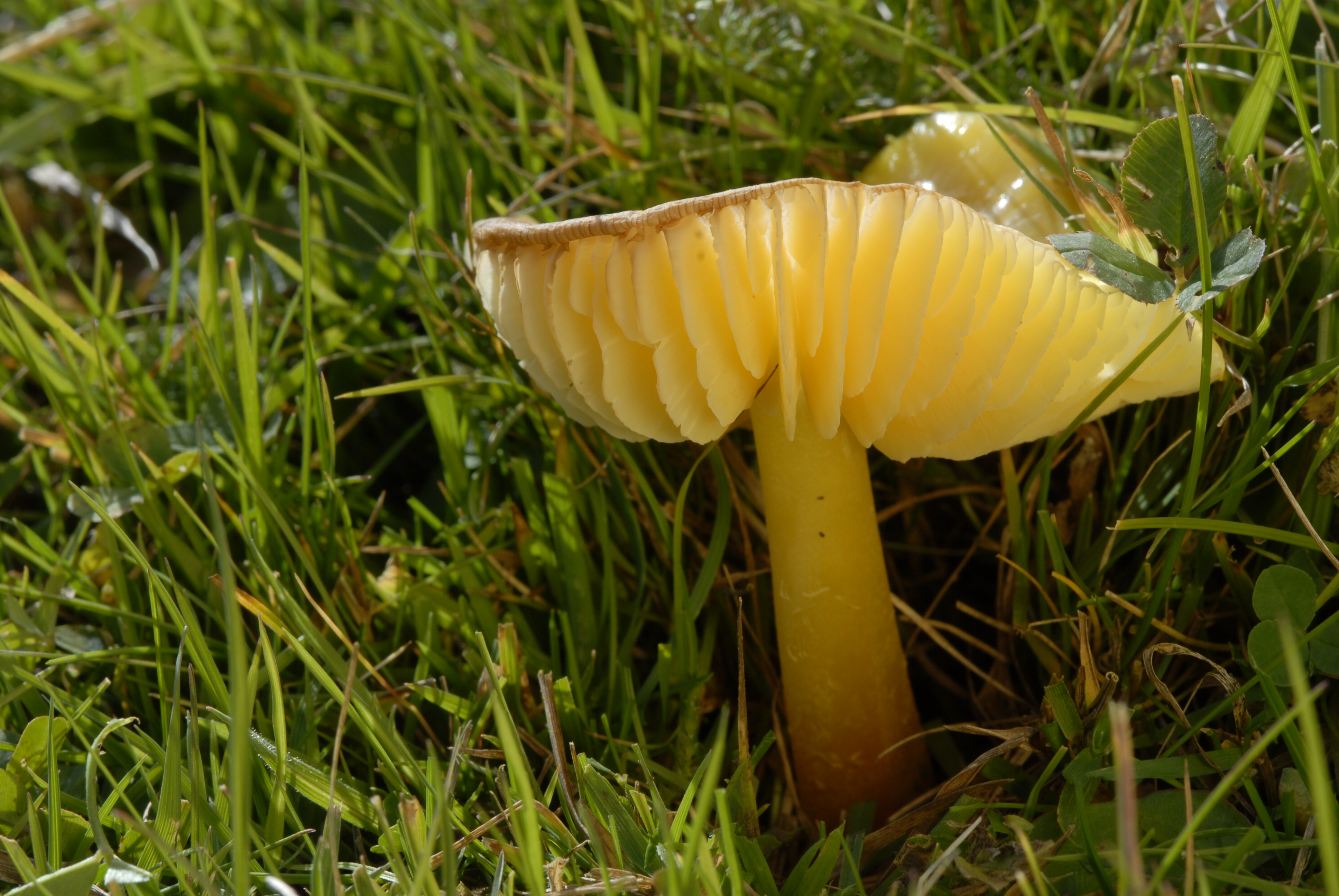
Hygrocybe chlorophana
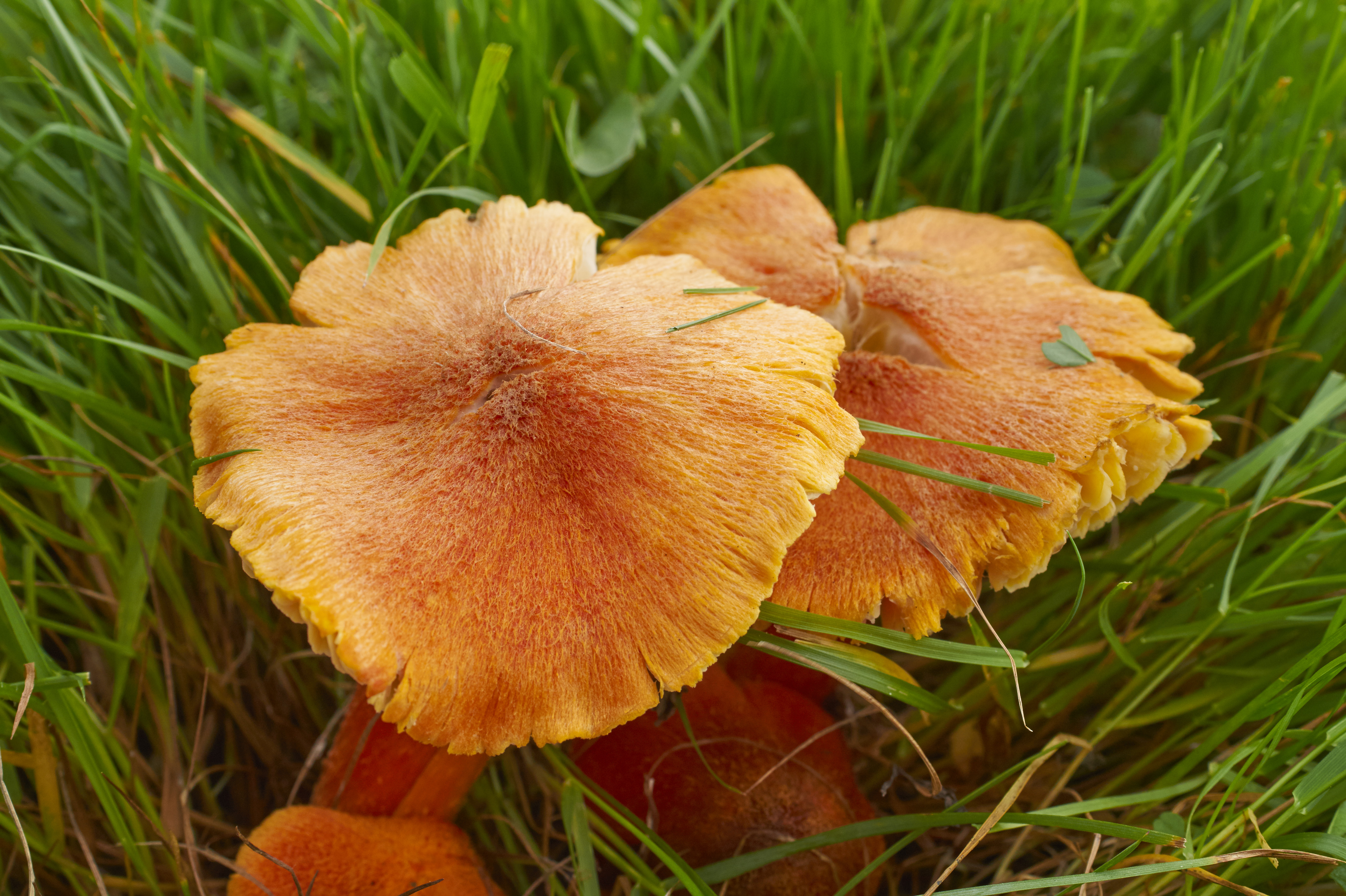
Hygrocybe intermedia

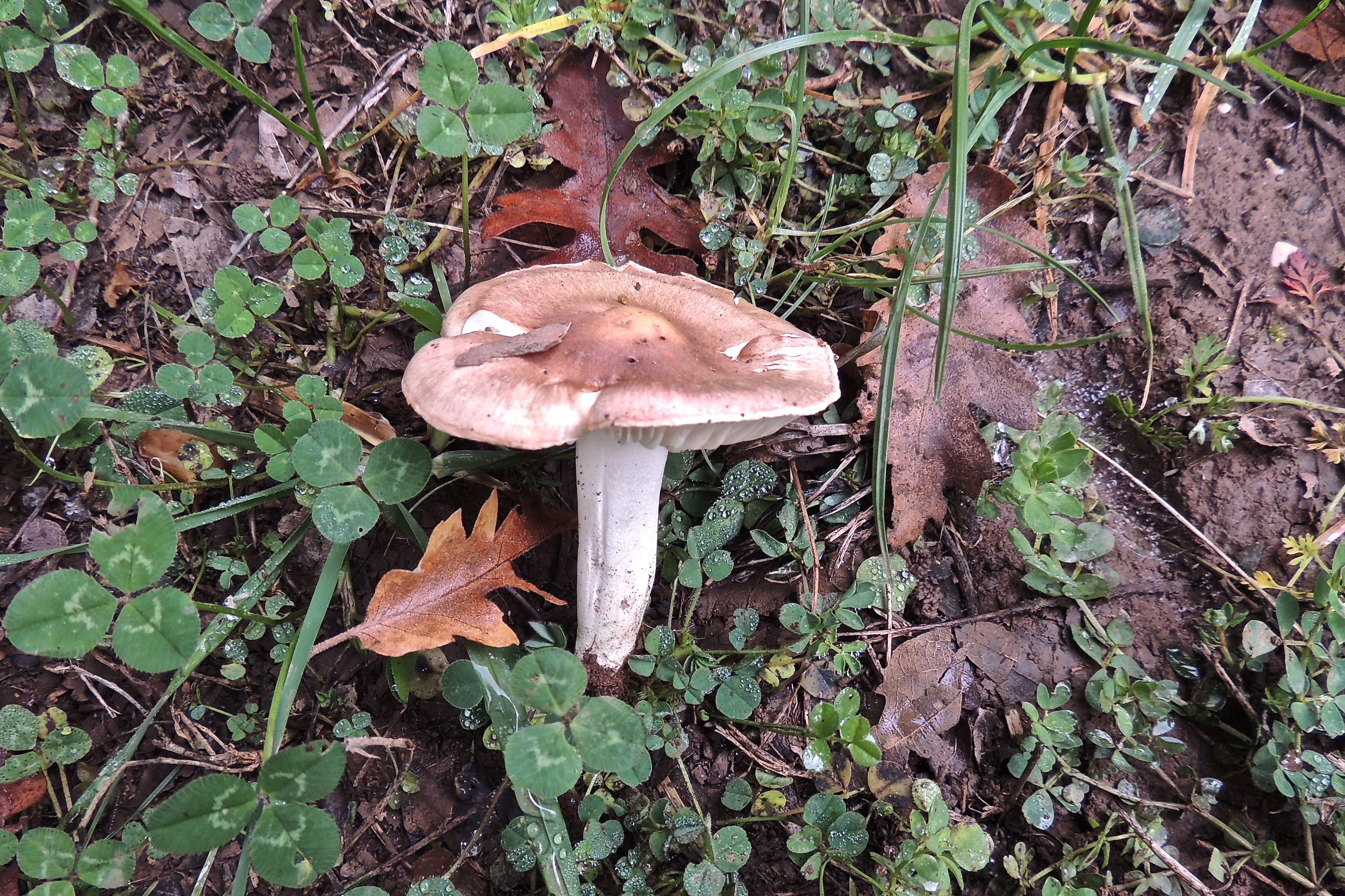
Hygrophorus arbustivus
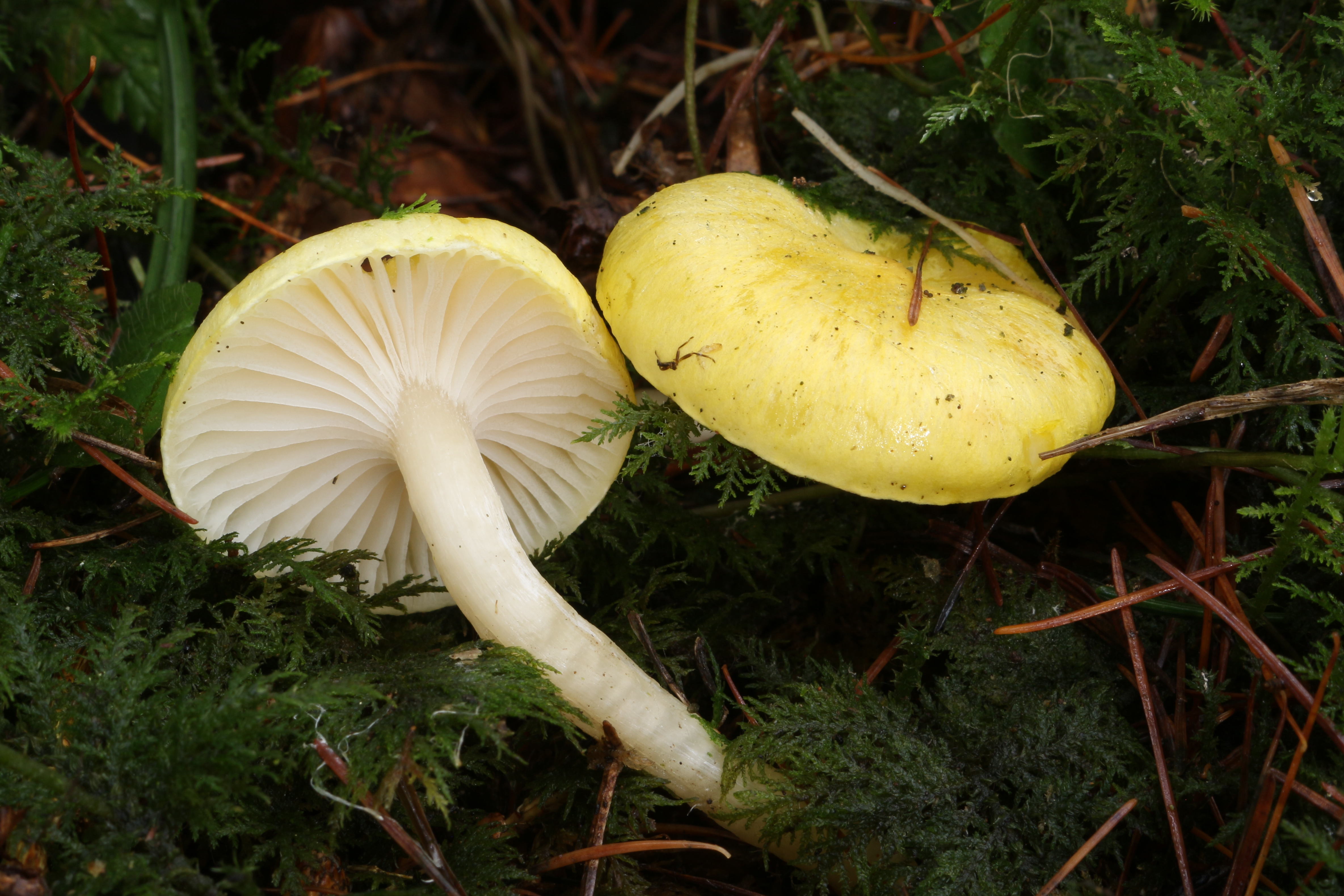
Hygrophorus lucorum
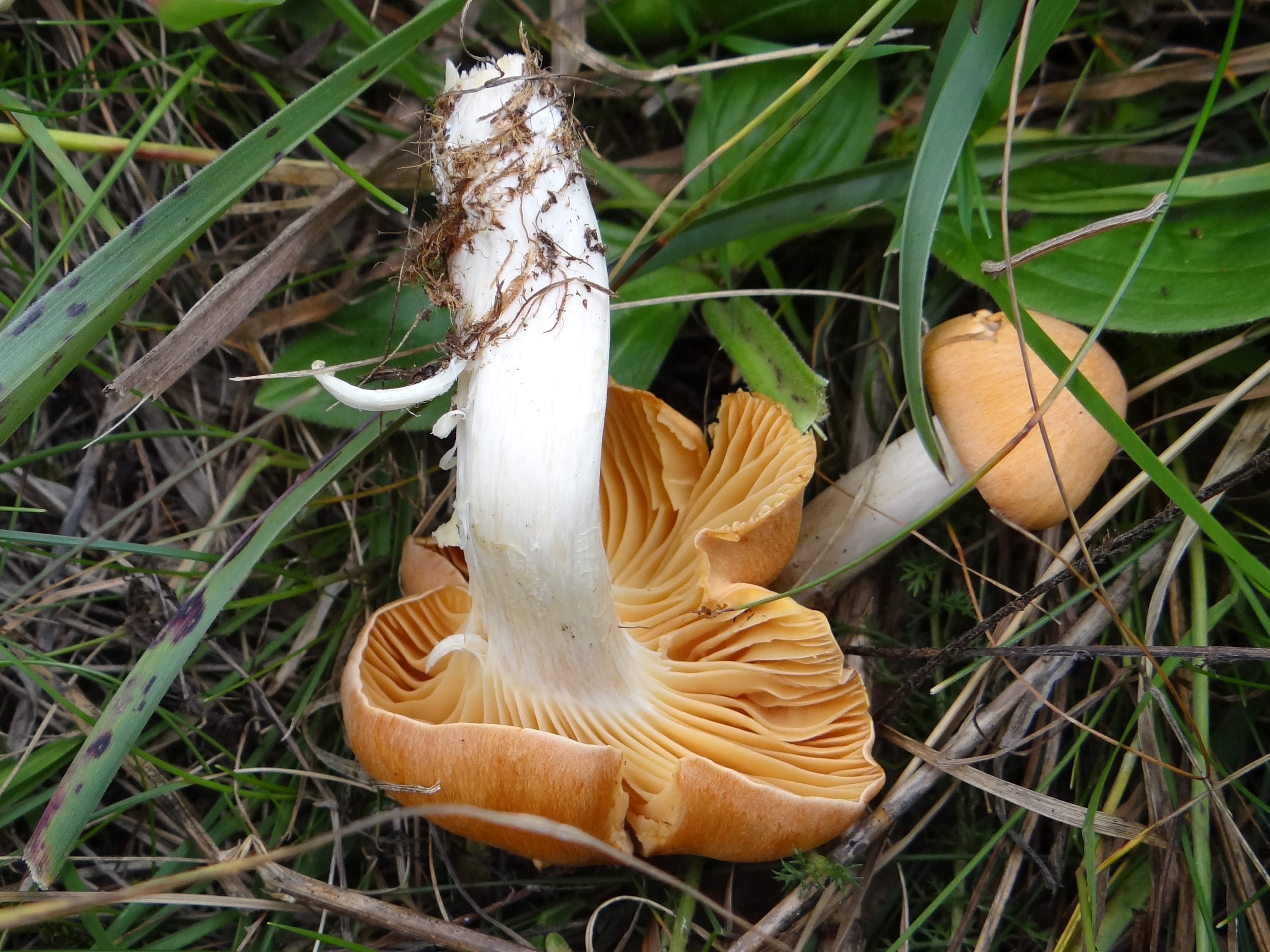
Hygrophorus nemoreus
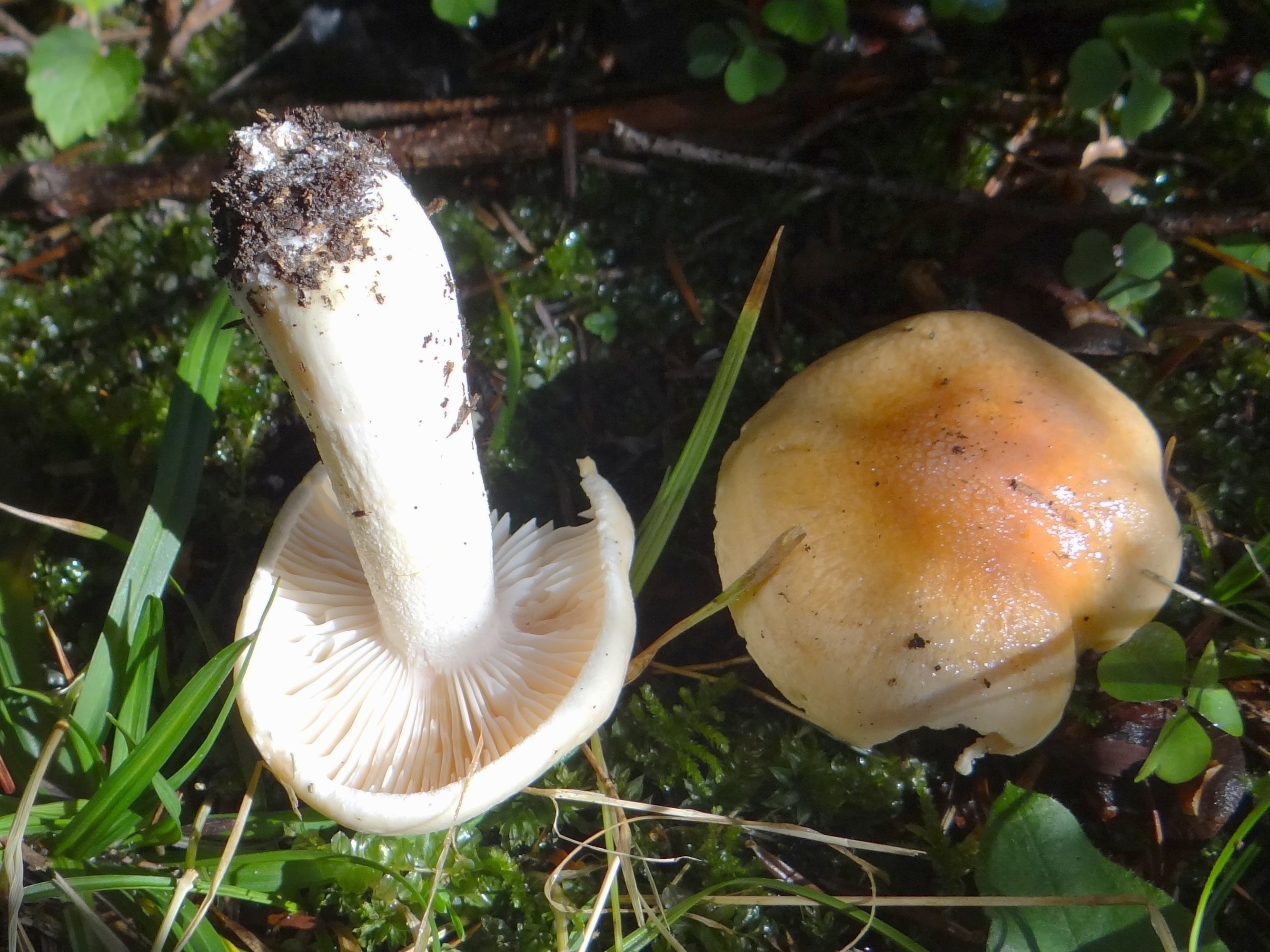
Hygrophorus pudorinus
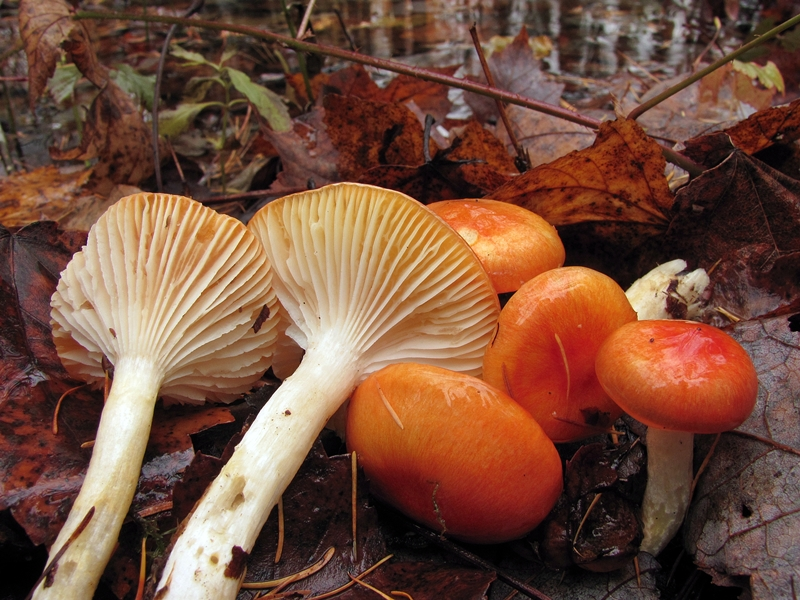
Hygrophorus speciosus

## Valorificare
Cuphophyllus pratensis este comestibil și gustos, ingrat crud este necomestibil ca multe tipuri de ciuperci. Se potrivește în bucătărie nu numai ca adăugare la o mâncare de alte ciuperci. În Elveția poate fi vândut la piață.